# Place Madou
La place Madou (en néerlandais : Madouplein) est une place située à Saint-Josse-ten-Noode (Bruxelles), sur les boulevards dits de petite ceinture et au débouché de la chaussée de Louvain et de la rue Scailquin. Elle est l'une des extrémités de la route nationale 2. 
La place Madou, anciennement dénommée « Porte de Louvain » sera profondément réaménagée et rebaptisée Esplanade Madou.

## Origine de la place
La place fut tracée en hémicycle à l'emplacement des anciennes fortifications extérieures de la deuxième enceinte de Bruxelles construite au XVIe siècle et démantelée à l'époque hollandaise. La place se situait au nord de la demi-lune protégeant la porte de Louvain et démolie en 1783. L'accès de la nouvelle place était contrôlé par deux pavillons d'octroi octogonaux arasés en 1860.
La porte de Louvain, appellation parfois encore en usage aujourd'hui, fut renommée place Madou en 1877, année de la mort du peintre Jean-Baptiste Madou qui y habitait un hôtel de maître.
Au début des années 1860 un ensemble de maisons de style néoclassique fut bâti au sud de la place. Les façades épousaient la courbe de la place.

## Lieux intéressants à proximité
- Le musée Charlier, peintures de l'école belge de la fin du XIXe siècle, 16 avenue des Arts
- Le quartier Notre-Dame-aux-Neiges :
  - Ses maisons de style éclectique
  - La place de la Liberté
  - La place des Barricades
  - Le Cirque Royal
  - L'ancien bâtiment des Comptes chèques postaux et sa salle des guichets, visible de la rue de la Croix-de-fer, classée.
- Maison communale de Saint-Josse-ten-Noode, ancien hôtel de maître du violoniste Charles de Bériot
- Ateliers Mommen, cité d’artistes, 37 rue de la Charité[2]
- Atelier de la Dolce Vita, espace d'art, de création et de diffusion, 37a rue de la Charité[3]
- La chapelle Sainte-Julienne, rue de la Charité
- Les anciens cinéma Le Mirano et Le Marignan, chaussée de Louvain

### Disparus
- Le Casino (chaussée de Louvain) et Le Carrefour (place Madou), salles de cinéma des années 1930, où furent organisées les premières séances du Club de l'Écran, ancêtre du musée du cinéma, deux cinémas exploités par Boris Balachoff, père de Dimitri Balachoff.
- L'hebdomadaire L'Illustration européenne (1870-1914) avait son siège dans un immeuble situé sur la place.
- Papeterie Ballieu, commerce emblématique de la commune, qui était établie 13, chaussée de Louvain

## Transports en commun
- | ___ | Ce site est desservi par la station de métro : Madou. |
- Bus : 29, 63, 65 et 66